# Simpang Raya Dasma
Simpang Raya Dasma is een bestuurslaag in het regentschap Simalungun van de provincie Noord-Sumatra, Indonesië. Simpang Raya Dasma telt 720 inwoners (volkstelling 2010).